# Kaiser der Han-Dynastie

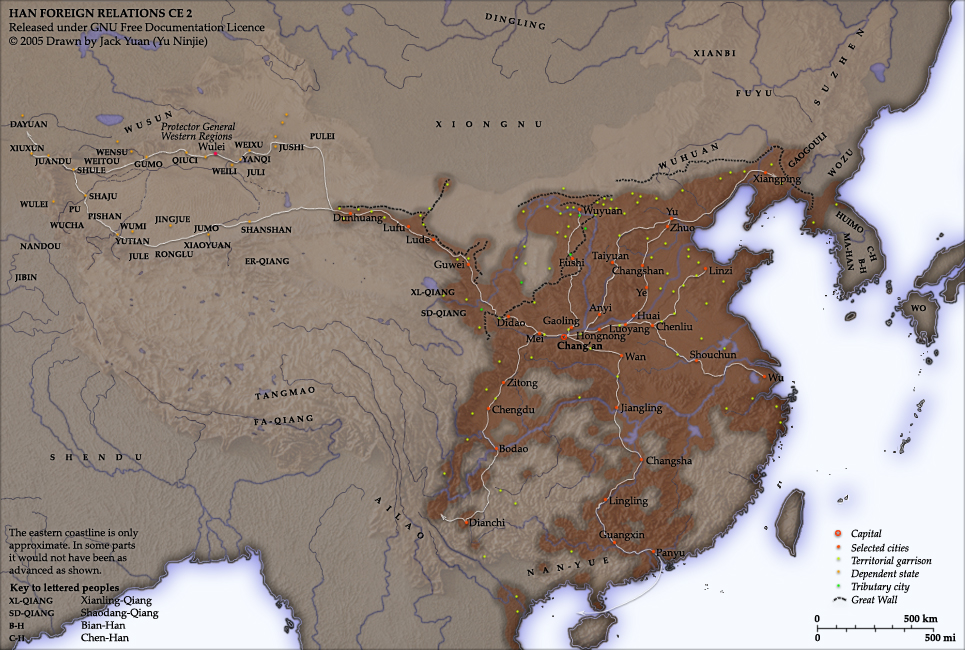
Gebiet der Han-Dynastie und Außenbeziehungen zur Zeitenwende

Die Kaiser der Han-Dynastie regierten das Kaiserreich China von 206 v. Chr. bis 220 n. Chr. (mit Unterbrechung von 9 n. Chr. bis 23).
Die zwei Phasen der Han-Dynastie werden nach der jeweiligen Hauptstadt als Westliche und Östliche Han-Dynastie bezeichnet. Die Westliche Han-Dynastie mit der Hauptstadt Chang’an wurde 207 v. Chr. von Liu Bang begründet und 8 n. Chr. von Wang Mang beendet, der die kurzlebige Xin-Dynastie proklamierte. Seine Herrschaft brach 23 n. Chr. unter allgemeinen Aufständen zusammen.
Nach einem kurzen Interregnum von Liu Xuan, der als Kaiser Gengshi von Han regierte (23–25), gründete Liu Xiu im Jahr 25 die Östliche Han-Dynastie. Ihre Hauptstadt war Luoyang im Osten des Reiches. Unter dem Kaiser Ling entstanden überall im Reich Aufstände, die der Kaiser durch die Verleihung großer Autonomie an die Landesfürsten zu unterdrücken versuchte. So verfiel die Zentralmacht zusehends. Der letzte Han-Kaiser Xian war nur noch eine Marionette. Mit seiner Absetzung (220) begann in China die Zeit der Drei Reiche.
Anmerkungen zu den Spalten:
- Der Tempelname ist der Name, den der Ahnentempel des Kaisers trägt. Nicht alle Kaiser erhielten einen Tempelnamen.
- Der postume Titel wurde dem Kaiser nach seinem Tod als Ehrenname verliehen. Das ist auch der geläufigere Name. Die Kaiser werden darum nach folgender Konvention benannt: „Hàn“ (Name der Dynastie) + postumer Name + „dì“ („Kaiser“).
- Der Geburtsname des Kaisers ist nach den chinesischen Gebräuchen in der Reihenfolge Familienname – Rufname gehalten.
- Die Zeitrechnung zur chinesischen Kaiserzeit folgte der vom Kaiser verkündeten Ära. So entspricht das Jahr „Jian'an 11“ (Kaiser Xian von Han) nach der christlichen Zeitrechnung dem Jahr 207. Eine Ära stellte meist einen markanten Abschnitt der Regierung eines Kaisers dar, sie kann als Regierungsdevise angesehen werden.

## Liste der Kaiser
| Tempelname | Postumer Titel                                  | Geburtsname                                             | Regierungsjahre     | Äranamen (Regierungsdevisen) |
| --- | ----------------------------------------------- | ------------------------------------------------------- | ------------------- | --- |
| Die Übersetzungen der Äranamen sind grobe Interpretationen, die der Vielschichtigkeit des Chinesischen nicht gerecht werden können. Sie dienen zur Orientierung Unkundiger. |                                                 |                                                         |                     | |
| Westliche Han-Dynastie 206 v. Chr.–9 n. Chr., Fortgesetzt 23–25 |                                                 |                                                         |                     | |
| Tài Zǔ (太祖) bzw. Gāo Zǔ (高祖) 1 | Gāozǔ (高皇帝)                                  | Liú Bāng (劉邦 / 刘邦)                                  | 206–195 v. Chr.     | keine |
| | Huì (漢惠帝 / 汉惠帝)                           | Liú Yíng (劉盈 / 刘盈)                                  | 195–188 v. Chr.     | keine |
| | Qianshào (前少)                                 | Liú Gōng (劉恭 / 刘恭)                                  | 188–184 v. Chr.     | keine |
| | Houshào (後少)                                  | Liú Hóng (劉弘 / 刘弘)                                  | 184–180 v. Chr.     | keine |
| Tài Zōng (太宗) | Wén (漢文帝 / 汉文帝)                           | Liú Héng (劉恆 / 刘恒)                                  | 180–157 v. Chr.     | Hòu Yuán (後元 / 后元 – „erste Dynastie“) 163–156 v. Chr. |
| | Jǐng (漢景帝 / 汉景帝)                          | Liú Qǐ (劉啟 / 刘启)                                    | 157–141 v. Chr.     | Zhōng Yuán (中元 – „Dynastie der Mitte“) 149–143 v. Chr. Hòu Yuán (後元 / 后元 – „erster Herrscher“) 143–141 v. Chr. |
| Shì Zōng (世宗) | Wǔ (漢武帝 / 汉武帝)                            | Liú Chè (劉徹 / 刘彻)                                   | 141–87 v. Chr.      | Jiàn Yuán (建元 – „Errichtung der Dynastie“) 140–135 v. Chr. Yuán Guāng (元光 – „helle Dynastie“) 134–129 v. Chr. Yuán Shuò (元朔 – „Beginn der Dynastie“) 128–123 v. Chr. Yuán Shòu (元狩 – „erste kaiserliche Reise“) 122–117 v. Chr. Yuán Dǐng (元鼎 – „dreifüßige Dynastie“) 116–111 v. Chr. Yuán Fēng (元封 – „Siegel der Dynastie“) 110–105 v. Chr. Tài Chū (太初 – „Anfang der Welt“) 104–101 v. Chr. Tiān Hàn (天漢 / 天汉 – „chinesischer Himmel“) 100–97 v. Chr. Tài Shǐ (太始 – „höchster Anfang“) 96–93 v. Chr. Zhēng Hé (徵和 – „Einheit einrichten“) 92–89 v. Chr. Hòu Yuán (後元 / 后元 – „Nachkommenschaft der Dynastie“) 88–87 v. Chr. |
| | Zhāo (漢昭帝 / 汉昭帝)                          | Liú Fúlíng (劉弗陵 / 刘弗陵)                            | 87–74 v. Chr.       | Shĭ Yuán (始元 – „Beginn der Dynastie“) 86–80 v. Chr. Yuán Fèng (元鳳 – „Phönix-Dynastie“) 80–75 v. Chr. Yuán Píng (元平 – „friedliche Dynastie“) 74 v. Chr. |
| | Chāng Yì Wáng (昌邑王)                          | Liú Hè (劉賀 / 刘贺)                                    | 74 v. Chr.          | Yuán Píng (元平 – „friedliche Dynastie“) 74 v. Chr. |
| Zhōng Zōng (中宗) | Xuān (漢宣帝 / 汉宣帝)                          | Liú Xún (劉詢 / 刘询) oder Liú Bìngyǐ (劉病已 / 刘病已) | 74–49 v. Chr.       | Bĕn Shǐ (本始 – „Beginn der Grundlegung“) 73–70 v. Chr. Dì Jié (地節 – „Verbindung des Landes“) 69–66 v. Chr. Yuán Kāng (元康 – „friedvolle Dynastie“) 65–61 v. Chr. Shén Jué (神爵 – „göttlicher Adel“) 61–58 v. Chr. Wŭ Fèng (五鳳 – „fünf Phönixe“) 57–54 v. Chr. Gān Lù (甘露 – „Nutzen vom Herrscher“) 53–50 v. Chr. Huáng Lóng (黃龍 – „gelber Drache“) 49 v. Chr. |
| | Yuán (漢元帝 / 汉元帝)                          | Liú Shì (劉奭 / 刘奭)                                   | 49–33 v. Chr.       | Chū Yuán (初元 – „Beginn der Dynastie“) 48–44 v. Chr. Yǒng Guāng (永光 – „ewiges Licht“) 43–39 v. Chr. Jiàn Zhāo (建昭 – „Festigkeit einrichten“) 38–34 v. Chr. Jìng Níng (竟寧 – „endlich Ruhe und Frieden“) 33 v. Chr. |
| | Chéng (漢成帝 / 汉成帝)                         | Liú Áo (劉驁 / 刘骜)                                    | 33–7 v. Chr.        | Jiàn Shǐ (建始 – „Beginn einrichten“) 32–28 v. Chr. Hé Píng (河平 – „ruhiger Fluss“) 28–25 v. Chr. Yáng Shuò (陽朔 – „heller Anfang“) 24–21 v. Chr. Hóng Jiā (鴻嘉 – „weites Herausragen“) 20–17 v. Chr. Yǒng Shǐ (永始 – „ewiger Anfang“) 16–13 v. Chr. Yuán Yán (元延 – „verlängerte Dynastie“) 12–9 v. Chr. Suī Hé (綏和 / 绥和 – „friedliche Harmonie“) 8–7 v. Chr. |
| | Āi (漢哀帝 / 汉哀帝)                            | Liú Xīn (劉欣 / 刘欣)                                   | 7–1 v. Chr.         | Jiàn Píng (建平 – „Frieden errichten“) 6–3 v. Chr. Yuán Shòu (元壽 / 元寿 – „langlebige Dynastie“) 2–1 v. Chr. |
| | Píng (漢平帝 / 汉平帝)                          | Liú Kàn (劉衎 / 刘衎)                                   | 1 v. Chr.–6 n. Chr. | Yuán Shǐ (元始 – „Beginn der Dynastie“) 1 v. Chr. –6 n. Chr. |
| | Rú Zi (孺子)                                    | Liú Yīng (劉嬰 / 刘婴)                                  | 6–9                 | Jū Shè (居攝 / 居摂 – „Residenz nehmen“) Februar 6–Oktober 8 Chū Shǐ (初始 – „anfänglicher Beginn“) November 8–Januar 9 |
| Xin-Dynastie 9–23 |                                                 |                                                         |                     | |
| | keiner                                          | Wáng Măng (王莽)                                        | 9–23                | Shǐ Jiàn Guō (始建國 / 始建国 – „Beginn der Schöpfung einer neuen Nation“) 9–13 Tiān Fēng (天鳳 / 天凤 – „Phönix-Himmel“) 14–19 Dì Huáng (地皇 – „Kaiser des Landes“) 20–23 |
| Fortsetzung der Westlichen Han-Dynastie |                                                 |                                                         |                     | |
| | Gèng Shǐ (更始)                                 | Liú Xuán (劉玄)                                         | 23–25               | Gèng Shǐ (更始 – „eine neue Seite beginnen“) 23–25 |
| Östliche Han-Dynastie 25–220 |                                                 |                                                         |                     | |
| Shì Zǔ (世祖) | Guāngwǔ (漢光武帝)                              | Liú Xiù (劉秀)                                          | 25–57               | Jiàn Wŭ (建武 – „Aufbau der Streitkräfte“) 25–56 Jiàn Wŭ Zhōng Yuán (建武中元 – „kriegerisch die Dynastie der Mitte einrichten“) 56–58 |
| Xiǎn Zōng (顯宗 / 显宗) | Míng (漢明帝)                                   | Liú Zhuāng (劉莊)                                       | 57–75               | Yǒng Píng (永平 – „ewiger Friede“) 58–75 |
| Sù Zōng (肅宗) | Zhāng (漢章帝)                                  | Liú Dá (劉炟)                                           | 75–88               | Jiàn Chū (建初 – „Anfang des Aufbaus“) 76–84 Yuán Hé (chinesisch 元和 – „Dynastie in Harmonie“) 84–87 Zhāng Hé (章和 – „Abschnitt der Harmonie“) 87–88 |
| Mù Zōng (穆宗) | Hé (漢和帝)                                     | Liú Zhào (劉肇)                                         | 88–106              | Yǒng Yuán (永元 – „ewige Dynastie“) 89–105 Yuán Xīng (元興 / 元兴 – „Aufblühen der Dynastie“) 105–106 |
| | Shāng (漢殤帝)                                  | Liú Lóng (劉隆)                                         | 106                 | Yán Píng (延平 – „verlängerter Friede“) 106–107 |
| Gōng Zōng (恭宗) | Ān (漢安帝)                                     | Liú Hù (劉祜)                                           | 106–125             | Yǒng Chū (永初 – „Anfang der Ewigkeit“) 107–113 Yuán Chū (元初 – „Beginn der Dynastie“) 114–120 Yǒng Níng (永寧 / 永宁 – „ewiger Friede“) 120–121 Jiàn Guāng (建光 – „heller Aufbau“) 121–122 Yán Guāng (延光 – „verlängerte Helligkeit“) 122–125 |
| | Shào (少帝) oder Marquis von Beǐ Xiāng (北鄉侯) | Liú Yì (劉懿)                                           | 125                 | Yán Guāng (延光 – „verlängerte Helligkeit“) 125 |
| Jìng Zōng (敬宗) | Shùn (漢順帝)                                   | Liú Báo (劉保)                                          | 125–144             | Yǒng Jiàn (永建 – „Aufbau der Ewigkeit“) 126–132 Yáng Jiā (阳嘉 – „hervorragende Sonne“) 132–135 Yǒng Hé (永和 – „ewiger Friede“) 136–141 Hàn Ān (漢安 / 汉安 – „Hàn-Friede“) 142–144 Jiàn Kāng (建康 – „Aufbau von Ruhe und Frieden“) 144 |
| | Chōng (漢沖帝)                                  | Liú Bǐng (劉炳)                                         | 144–145             | Yōng Xī (永熹 – „ewige warme Helligkeit“) 145 |
| | Zhì (漢質帝)                                    | Liú Zuǎn (劉纘)                                         | 145–146             | Bĕn Chū (本初 – „Beginn der Grundsteinlegung“) 146 |
| Xián Zōng (鹹宗) | Huán (漢桓帝)                                   | Liú Zhǐ (劉誌)                                          | 146–168             | Jiàn Hé (建和 – „Frieden einrichten“) 147–149 Hé Píng (chinesisch 和平 – „Friede“) 150 Yuán Jiā (元嘉 – „herausragende Dynastie“) 151–153 Yǒng Xīng (永興 / 永兴 – „ewiges Erblühen“) 153–154 Yǒng Shòu (永壽 – „Langlebigkeit“) 155–158 Yán Xī (延熹 – „verlängerte Wärme“) 158–167 Yǒng Kāng (永康 – „ewiger Friede“) 167 |
| | Líng (漢靈帝)                                   | Liú Hóng (劉宏)                                         | 168–189             | Jiàn Níng (建寧 / 建宁 – „friedlicher Aufbau“) 168–172 Xī Píng (熹平 – „ruhige Helligkeit“) 172–178 Guāng Hé (光和 – „helle Harmonie“) 178–184 Zhōng Píng (中平 – „Ausgleich der Mitte“) 184–189 |
| | Shào (少帝) oder Prinz von Hóng Nóng (弘農王)   | Liú Biàn (劉辯)                                         | 189                 | Guāng Xī (chinesisch 光熹 – „warmes Licht“) 189 |
| | Xiàn (漢獻帝)                                   | Liú Xié (劉協)                                          | 189–220             | Zhāo Níng (昭寧 / 昭宁 – „friedliche Festigkeit“) 189 Yǒng Hàn (永漢 / 永汉 – „ewige Hàn“) 189 Chū Píng (初平 – „Beginn von Ruhe und Frieden“) 190–193 Xīng Píng (興平 / 兴平 – „blühender Friede“) 194–195 Jiàn Ān (建安 – „Frieden herstellen“) 196–220 Yán Kāng (chinesisch 延康 – „Ausdehnung des Friedens“) 220 |

## Stammtafeln
Die Stammtafeln der Westlichen und Östlichen Han-Dynastie geben einen Überblick über die Verwandtschaftsverhältnisse der Kaiser.